# ببر کوهستان
ببر کوهستان فیلمی به کارگردانی و نویسندگی خسرو پرویزی محصول سال ۱۳۴۴ است.

## خلاصه داستان
منوچهرخان و نامزدش در روستایی با اتومبیل، پیرزنی را مصدوم می‌کنند و موقع فرار شوهر پیرزن، قنبر، را به قتل می‌رسانند... جمشید مهرداد در این فیلم در نقش منفی ظاهر شد.

## بازیگران
- محمدعلی فردین
- ویکتوریا
- جمشید مهرداد
- پرخیده
- رضا شفیع
- عباس مهردادیان
- یدالله محمدی‌نژاد
- نرسی کرکیا
- فرج پور
- سیمین علی‌زاده
- منوچهر سخایی
- عباسی
- سودابه
- آنژلا
- شاهپور خاریابند
- کلهر
- محسن آراسته